# Glenns Ferry
Glenns Ferry è una città degli Stati Uniti d'America, situata nella Contea di Elmore dello Stato dell'Idaho.